# Afsnee
Afsnee est une section de la ville belge de Gand, au bord de la Lys, située en Région flamande dans la province de Flandre-Orientale.